# Marco Polo/L'Oriente di Marco Polo (singolo)
Marco Polo/L'Oriente di Marco Polo  è un singolo degli Oliver Onions, pubblicato nel 1981.
Il brano era la sigla dell'anime Le avventure di Marco Polo, scritto da Carlo De Natale, su musica e arrangiamento di Guido De Angelis e Maurizio De Angelis che sono anche interpreti .
Il lato B L'Oriente di Marco Polo, era la sigla finale della serie , scritta da Franca Evangelisti su musica di Stelvio Cipriani.

## Tracce
Lato A
- Marco Polo - (Carlo De Natale-Guido De Angelis-Maurizio De Angelis)

Lato B
- L'Oriente di Marco Polo - (Franca Evangelisti-Stelvio Cipriani)

## Edizioni
- Entrambe le sigle sono state inserite all'interno della compilation TiVulandia successi n. 1 e in numerose raccolte.